# Jasper Krabbé
Jasper Krabbé (Amsterdam, 1970) is een Nederlands beeldend kunstenaar. Hij is onderdeel van de artistieke familie Krabbé en begon zijn carrière in de jaren 1980 als graffitischrijver 'JAZ' op de Amsterdamse straten.

## Biografie

### Graffiticarrière
Krabbé begon zijn artistieke carrière in 1984 als graffitischrijver op de Amsterdamse straten onder de naam JAZ. Samen met Shoe (Niels Meulman), Jezis, Bandi, Joker en Delta (Boris Tellegen) vormde hij in de jaren tachtig de graffiti-crew genaamd United Street Artists (USA).

### Kunstschilder
Krabbé studeerde in 1992 cum laude af (schilderkunst en grafiek) aan de Gerrit Rietveld Academie in Amsterdam en aan de Cooper Union New York. Zijn schilderijen reflecteren de herinnering aan plaatsen, gebeurtenissen en individuen, opgedaan tijdens reizen naar onder andere Cuba, de Stille Zuidzee en Nieuw-Zeeland. In zijn tekeningen maakt Krabbé vaak gebruik van reeds bestaand materiaal zoals enveloppen, pakpapier en pagina's uit boeken of encyclopedieën. Daarmee mengt hij de oorspronkelijke functie met persoonlijke beelden. Solo had Krabbé exposities in onder andere Zweden, Brazilië, Italië en de Verenigde Staten.

## Werk in openbare collecties (selectie)
- Stedelijk Museum, Amsterdam
- Museum de Fundatie, Zwolle

## Familie Krabbé
- Hendrik Maarten Krabbé (Londen, 1868 – Amsterdam, 1931) – kunstschilder
  - Maarten Krabbé (Laren, 1908 – Amsterdam, 2005) – kunstschilder
    - Tim Krabbé (Amsterdam, 1943) – schrijver, schaker en wielrenner
    - Jeroen Krabbé (Amsterdam, 1944) – acteur, filmregisseur en kunstschilder
      - Martijn Krabbé (Amsterdam, 1968) – radio- en televisiepresentator
        - Bickel Krabbé - acteur, muzikant/zanger

      - Jasper Krabbé (Amsterdam, 1970) – graffitischrijver en kunstschilder

    - Mirko Krabbé (Amsterdam, 1960) – beeldend kunstenaar en ontwerper

### Stamboom
|            |            |                |                |                |                | Hendrik Maarten Krabbé | Hendrik Maarten Krabbé | Hendrik Maarten Krabbé | Hendrik Maarten Krabbé | Hendrik Maarten Krabbé | Hendrik Maarten Krabbé |                |                | Miep Rust      | Miep Rust      | Miep Rust     | Miep Rust     | Miep Rust        | Miep Rust        |                  |                  |                  |                  |  |  |  |  |  |  |  |  |  |  |  |  |  |  |  |  |
|            |            |                |                |                |                | Hendrik Maarten Krabbé | Hendrik Maarten Krabbé | Hendrik Maarten Krabbé | Hendrik Maarten Krabbé | Hendrik Maarten Krabbé | Hendrik Maarten Krabbé |                |                | Miep Rust      | Miep Rust      | Miep Rust     | Miep Rust     | Miep Rust        | Miep Rust        |                  |                  |                  |                  |  |  |  |  |  |  |  |  |  |  |  |  |  |  |  |  |
|            |            |                |                |                |                |                        |                        |                        |                        |                        |                        |                |                |                |                |               |               |                  |                  |                  |                  |                  |                  |  |  |  |  |  |  |  |  |  |  |  |  |  |  |  |  |
|            |            | Margreet Reiss | Margreet Reiss | Margreet Reiss | Margreet Reiss | Margreet Reiss         | Margreet Reiss         |                        |                        | Maarten Krabbé         | Maarten Krabbé         | Maarten Krabbé | Maarten Krabbé | Maarten Krabbé | Maarten Krabbé |               |               | Helena Verschuur | Helena Verschuur | Helena Verschuur | Helena Verschuur | Helena Verschuur | Helena Verschuur |  |  |  |  |  |  |  |  |  |  |  |  |  |  |  |  |
|            |            | Margreet Reiss | Margreet Reiss | Margreet Reiss | Margreet Reiss | Margreet Reiss         | Margreet Reiss         |                        |                        | Maarten Krabbé         | Maarten Krabbé         | Maarten Krabbé | Maarten Krabbé | Maarten Krabbé | Maarten Krabbé |               |               | Helena Verschuur | Helena Verschuur | Helena Verschuur | Helena Verschuur | Helena Verschuur | Helena Verschuur |  |  |  |  |  |  |  |  |  |  |  |  |  |  |  |  |
|            |            |                |                |                |                |                        |                        |                        |                        |                        |                        |                |                |                |                |               |               |                  |                  |                  |                  |                  |                  |  |  |  |  |  |  |  |  |  |  |  |  |  |  |  |  |
|            |            |                |                |                |                |                        |                        |                        |                        |                        |                        |                |                |                |                |               |               |                  |                  |                  |                  |                  |                  |  |  |  |  |  |  |  |  |  |  |  |  |  |  |  |  |
| Tim Krabbé | Tim Krabbé | Tim Krabbé     | Tim Krabbé     | Tim Krabbé     | Tim Krabbé     |                        |                        | Jeroen Krabbé          | Jeroen Krabbé          | Jeroen Krabbé          | Jeroen Krabbé          | Jeroen Krabbé  | Jeroen Krabbé  |                |                | Mirko Krabbé  | Mirko Krabbé  | Mirko Krabbé     | Mirko Krabbé     | Mirko Krabbé     | Mirko Krabbé     |                  |                  |  |  |  |  |  |  |  |  |  |  |  |  |  |  |  |  |
| Tim Krabbé | Tim Krabbé | Tim Krabbé     | Tim Krabbé     | Tim Krabbé     | Tim Krabbé     |                        |                        | Jeroen Krabbé          | Jeroen Krabbé          | Jeroen Krabbé          | Jeroen Krabbé          | Jeroen Krabbé  | Jeroen Krabbé  |                |                | Mirko Krabbé  | Mirko Krabbé  | Mirko Krabbé     | Mirko Krabbé     | Mirko Krabbé     | Mirko Krabbé     |                  |                  |  |  |  |  |  |  |  |  |  |  |  |  |  |  |  |  |
|            |            |                |                |                |                |                        |                        |                        |                        |                        |                        |                |                |                |                |               |               |                  |                  |                  |                  |                  |                  |  |  |  |  |  |  |  |  |  |  |  |  |  |  |  |  |
|            |            |                |                | Martijn Krabbé | Martijn Krabbé | Martijn Krabbé         | Martijn Krabbé         | Martijn Krabbé         | Martijn Krabbé         |                        |                        | Jasper Krabbé  | Jasper Krabbé  | Jasper Krabbé  | Jasper Krabbé  | Jasper Krabbé | Jasper Krabbé |                  |                  |                  |                  |                  |                  |  |  |  |  |  |  |  |  |  |  |  |  |  |  |  |  |

- Bibliothèque nationale de France: cb15636804j (data)
- Gemeinsame Normdatei: 133121461
- International Standard Name Identifier: 0000 0001 0982 9323
- Library of Congress Control Number: no2002101262
- Nederlandse Thesaurus van Auteursnamen: 182898210
- RKD-Nederlands Instituut voor Kunstgeschiedenis: 46192
- Système universitaire de documentation: 11989470X
- Museum of New Zealand Te Papa Tongarewa: 39860
- Union List of Artist Names: 500345005
- Virtual International Authority File: 67646575
- WorldCat: E39PBJptY4gvqCg6xg67t34KBP